# Полезела
Полезѐла (на италиански: Polesella; на венециански: Polsèla, Полъзела) е малко градче и община в Северна Италия, провинция Ровиго, регион Венето. Разположено е на 6 m надморска височина. Населението на общината е 4192 души (към 2011 г.).